# Sonatine pour hautbois et piano de Milhaud
Pour les articles homonymes, voir Sonatine pour hautbois et piano.
La Sonatine pour hautbois et piano, op. 337, est une œuvre de musique de chambre de Darius Milhaud composée en 1954.

## Présentation
La Sonatine pour hautbois et piano est composée à Aspen entre le 7 et le 19 août 1954,. Dédiée à la hautboïste Lois Wann (en), l'œuvre est créée par la dédicataire à New York, The Town Hall, le 29 novembre 1954.

## Structure
La Sonatine, d'une durée moyenne d'exécution de huit minutes environ, est constituée de trois mouvements, :
1. Avec charme et vivacité, à 
 ( = 112) ;
2. Souple et clair, à 
 ( = 68)  ;
3. Avec entrain et gaieté, à 
 ( = 80).

Pour le musicologue François-René Tranchefort, c'est une page « de pleine maturité renouant avec l'esprit de divertissement de la [...] Sonatine pour flûte et piano, mais plus substantiellement nourrie ». Colin Mason et Edwin Evans soulignent de façon générale que « les trois sonatines pour instruments à vent sont attrayantes pour les instrumentistes comme pour l'auditeur ». 
Pour Jean Roy — cité par Tranchefort —, « le piano et le hautbois échangent de vives répliques ; les mélodies s'élancent, fusent, courent avec une joyeuse insouciance. Dans cette brève Sonatine, Milhaud fait la preuve d'une souveraine maîtrise de l'écriture. Il asservit la forme à son caprice ; la concision est ici richesse ». 
La partition est publiée par Durand,. Dans le catalogue des œuvres de Darius Milhaud, la Sonatine pour hautbois et piano porte le numéro d'opus 337.